# جیمز ادوارد الکساندر
جیمز ادوارد الکساندر (انگلیسی: James Edward Alexander; ۱۶ اکتبر ۱۸۰۳ – ۲ آوریل ۱۸۸۵) جغرافی‌دان، پرسنل نظامی، طبیعت‌شناس، گردشگر و نویسنده اهل اسکاتلند بود. وی همچنین برندهٔ جوایزی همچون شوالیه (عنوان) شده‌است.